# Minnesota Vikings 1976
La stagione NFL 1976 fu la 16ª per i Minnesota Vikings nella Lega.

## Scelte nel Draft 1976
| Draft NFL 1976   |                  |                  |                                                                |                                                                |                                                                |                                                                |                                                                |
| Ordine del Draft | Ordine del Draft | Ordine del Draft | Giocatore                                                      | Ruolo                                                          | College                                                        | Note                                                           |                                                                |
| Giro             | Scelta           | Generale         | Giocatore                                                      | Ruolo                                                          | College                                                        | Note                                                           |                                                                |
| 1                | 25               | 25               | James White                                                    | Defensive tackle                                               | Oklahoma State                                                 |                                                                |                                                                |
| 2                | 26               | 54               | Sammy White                                                    | Wide receiver                                                  | Grambling                                                      |                                                                |                                                                |
| 3                | 25               | 85               | Wes Hamilton                                                   | Guardia                                                        | Tulsa                                                          |                                                                |                                                                |
| 4                | 26               | 118              | Leonard Willis                                                 | Wide receiver                                                  | Ohio State                                                     |                                                                |                                                                |
| 5                | 9                | 133              | Steve Wagner                                                   | Defensive back                                                 | Wisconsin                                                      | dai Falcons[a]                                                 |                                                                |
| 5                | 25               | 149              | Keith Bernette                                                 | Running back                                                   | Boston College                                                 |                                                                |                                                                |
| 6                | 24               | 180              | Terry Egerdahl                                                 | Defensive back                                                 | Minnesota-Duluth                                               |                                                                |                                                                |
| 7                | 24               | 206              | Larry Brune                                                    | Defensive back                                                 | Rice                                                           |                                                                |                                                                |
| 8                | 26               | 235              | Scambiata con i New England Patriots[b]                        | Scambiata con i New England Patriots[b]                        | Scambiata con i New England Patriots[b]                        |                                                                |                                                                |
| 9                | 25               | 262              | Isaac Hagins                                                   | Wide receiver                                                  | Southern                                                       |                                                                |                                                                |
| 10               | 24               | 289              | Bill Salmon                                                    | Quarterback                                                    | Northern Iowa                                                  |                                                                |                                                                |
| 11               | 25               | 316              | Steve Kracher                                                  | Running back                                                   | Montana State                                                  |                                                                |                                                                |
| 12               | 26               | 345              | Robert Sparks                                                  | Defensive back                                                 | San Francisco State                                            |                                                                |                                                                |
| 13               | 25               | 372              | Gary Paulson                                                   | Defensive end                                                  | Colorado State                                                 |                                                                |                                                                |
| 14               | 26               | 401              | Jeff Stapleton                                                 | Offensive tackle                                               | Purdue                                                         |                                                                |                                                                |
| 15               | 25               | 428              | Ron Groce                                                      | Running back                                                   | Macalester                                                     |                                                                |                                                                |
| 16               | 26               | 457              | Randy Hickel                                                   | Defensive back                                                 | Montana State                                                  |                                                                |                                                                |
| 17               | 25               | 484              | Dick Lukowski                                                  | Defensive tackle                                               | West Virginia                                                  |                                                                |                                                                |
| Legenda          | Legenda          | Legenda          | Ha partecipato ad almeno un Pro Bowl in carriera Hall of Famer | Ha partecipato ad almeno un Pro Bowl in carriera Hall of Famer | Ha partecipato ad almeno un Pro Bowl in carriera Hall of Famer | Ha partecipato ad almeno un Pro Bowl in carriera Hall of Famer | Ha partecipato ad almeno un Pro Bowl in carriera Hall of Famer |

Note:
- [a] I Falcons scambiarono la loro scelta nel 5º giro (133ª assoluta) con i Vikings in cambio del RB Oscar Reed.
- [b] I Vikings scambiarono la loro scelta nell'8º giro (235ª assoluta) e la loro scelta nel 6º giro (166ª assoluta) al Draft NFL 1977 con i Patriots in cambio dell'OL Doug Dumler.

## Partite

### Stagione regolare
| Calendario | | | | | | | |
| Settimana  | Data                                                                                               | Ora (CDT)                                                                                          | Avversario                                                                                         | Risultato                                                                                          | Stadio                                                                                             | Spettatori                                                                                         | Record                                                                                             |
| 1          | 12 settembre                                                                                       | 1:00 p.m.                                                                                          | New Orleans Saints                                                                                 | V 40-9                                                                                             | Louisiana Superdome                                                                                | 58.156                                                                                             | 1-0                                                                                                |
| 2          | 19 settembre                                                                                       | 3:00 p.m.                                                                                          | Los Angeles Rams                                                                                   | N 10-10 DTS                                                                                        | Metropolitan Stadium                                                                               | 47.310                                                                                             | 1-0-1                                                                                              |
| 3          | 26 settembre                                                                                       | 1:00 p.m.                                                                                          | Detroit Lions                                                                                      | V 10-9                                                                                             | Pontiac Silverdome                                                                                 | 77.292                                                                                             | 2-0-1                                                                                              |
| 4          | 4 ottobre                                                                                          | 8:00 p.m.                                                                                          | Pittsburgh Steelers                                                                                | V 17-6                                                                                             | Metropolitan Stadium                                                                               | 47.809                                                                                             | 3-0-1                                                                                              |
| 5          | 10 ottobre                                                                                         | 1:00 p.m.                                                                                          | Chicago Bears                                                                                      | V 20-19                                                                                            | Metropolitan Stadium                                                                               | 47.614                                                                                             | 4-0-1                                                                                              |
| 6          | 17 ottobre                                                                                         | 1:00 p.m.                                                                                          | New York Giants                                                                                    | V 24-7                                                                                             | Metropolitan Stadium                                                                               | 46.508                                                                                             | 5-0-1                                                                                              |
| 7          | 24 ottobre                                                                                         | 12:00 p.m.                                                                                         | Philadelphia Eagles                                                                                | V 31-12                                                                                            | Veterans Stadium                                                                                   | 56.233                                                                                             | 6-0-1                                                                                              |
| 8          | 31 ottobre                                                                                         | 12:00 p.m.                                                                                         | Chicago Bears                                                                                      | P 14-13                                                                                            | Soldier Field                                                                                      | 53.602                                                                                             | 6-1-1                                                                                              |
| 9          | 7 novembre                                                                                         | 3:00 p.m.                                                                                          | Detroit Lions                                                                                      | V 31-23                                                                                            | Metropolitan Stadium                                                                               | 46.735                                                                                             | 7-1-1                                                                                              |
| 10         | 14 novembre                                                                                        | 1:00 p.m.                                                                                          | Seattle Seahawks                                                                                   | V 27-21                                                                                            | Metropolitan Stadium                                                                               | 45.087                                                                                             | 8-1-1                                                                                              |
| 11         | 21 novembre                                                                                        | 1:00 p.m.                                                                                          | Green Bay Packers                                                                                  | V 17-10                                                                                            | Milwaukee County Stadium                                                                           | 53.104                                                                                             | 9-1-1                                                                                              |
| 12         | 29 novembre                                                                                        | 8:00 p.m.                                                                                          | San Francisco 49ers                                                                                | P 20-16                                                                                            | Candlestick Park                                                                                   | 56.775                                                                                             | 9-2-1                                                                                              |
| 13         | 5 dicembre                                                                                         | 1:00 p.m.                                                                                          | Green Bay Packers                                                                                  | V 20-9                                                                                             | Metropolitan Stadium                                                                               | 43.700                                                                                             | 10-2-1                                                                                             |
| 14         | 11 dicembre                                                                                        | 12:00 p.m.                                                                                         | Miami Dolphins                                                                                     | V 29-7                                                                                             | Miami Orange Bowl                                                                                  | 46.543                                                                                             | 11-2-1                                                                                             |
| Note       | Gli avversari della propria division sono in grassetto. Gli incontri in trasferta sono in corsivo. | Gli avversari della propria division sono in grassetto. Gli incontri in trasferta sono in corsivo. | Gli avversari della propria division sono in grassetto. Gli incontri in trasferta sono in corsivo. | Gli avversari della propria division sono in grassetto. Gli incontri in trasferta sono in corsivo. | Gli avversari della propria division sono in grassetto. Gli incontri in trasferta sono in corsivo. | Gli avversari della propria division sono in grassetto. Gli incontri in trasferta sono in corsivo. | Gli avversari della propria division sono in grassetto. Gli incontri in trasferta sono in corsivo. |

### Playoff
| Settimana        | Data        | Ora (CDT)  | Avversario (seed)       | Risultato | Stadio               | Spettatori | Record |
| ---------------- | ----------- | ---------- | ----------------------- | --------- | -------------------- | ---------- | ------ |
| Divisional       | 18 dicembre | 12:00 p.m. | Washington Redskins (4) | V 35-20   | Metropolitan Stadium | 47.221     | 1-0    |
| NFC Championship | 26 dicembre | 12:00 p.m. | Los Angeles Rams (3)    | V 24-13   | Metropolitan Stadium | 47.191     | 2-0    |
| Super Bowl XI    | 9 gennaio   | 2:50 p.m.  | Oakland Raiders (A1)    | P 14-32   | Rose Bowl            | 100.421    | 2-1    |

#### Super Bowl
| Super Bowl XI |        |         |           |         |        |                                                                                         |           |           |
| Quarto        | Tempo  | Squadra | Drive     | Drive   | Drive  | Info sulla marcatura                                                                    | Punteggio | Punteggio |
| Quarto        | Tempo  | Squadra | Lunghezza | Giocate | Durata | Info sulla marcatura                                                                    | MIN       | OAK       |
| 2             | 0'48"  | OAK     | 90        | 12      | 5'23"  | FG: Errol Mann 24-yard                                                                  | 0         | 3         |
| 2             | 7'50"  | OAK     | 64        | 10      | 5'21"  | TD: Dave Casper passaggio da 1-yard da Ken Stabler (Errol Mann punto addizionale)       | 0         | 10        |
| 2             | 11'27" | OAK     | 35        | 5       | 2'20"  | TD: Pete Banaszak corsa da 1-yard (Errol Mann punto addizionale fallito)                | 0         | 16        |
| 3             | 9'44"  | OAK     | 31        | 5       | 2'12"  | FG: Errol Mann 40-yard                                                                  | 0         | 19        |
| 3             | 14'13" | MIN     | 68        | 12      | 4'29"  | TD: Sammy White passaggio da 8-yard da Fran Tarkenton (Fred Cox punto addizionale)      | 7         | 19        |
| 4             | 7'21"  | OAK     | 54        | 4       | 2'27"  | TD: Pete Banaszak corsa da 2-yard (Errol Mann punto addizionale)                        | 7         | 26        |
| 4             | 9'17"  | OAK     |           |         |        | TD: Willie Brown intercetto ritornato da 75-yard (Errol Mann punto addizionale fallito) | 7         | 32        |
| 4             | 14'35" | MIN     | 86        | 9       | 1'31"  | TD: Stu Voigt passaggio da 13-yard da Bob Lee (Fred Cox punto addizionale)              | 14        | 32        |

## Classifiche

### Division
| Classifica della NFL Central Division 1976 | Classifica della NFL Central Division 1976 | Classifica della NFL Central Division 1976 | Classifica della NFL Central Division 1976 | Classifica della NFL Central Division 1976 | Classifica della NFL Central Division 1976 | Classifica della NFL Central Division 1976 | Classifica della NFL Central Division 1976 | Classifica della NFL Central Division 1976 | Classifica della NFL Central Division 1976 | Classifica della NFL Central Division 1976 | Classifica della NFL Central Division 1976 | Classifica della NFL Central Division 1976 | Classifica della NFL Central Division 1976 | Classifica della NFL Central Division 1976 | Classifica della NFL Central Division 1976 | Classifica della NFL Central Division 1976 | Classifica della NFL Central Division 1976 |
|                                            | V                                          | P                                          | N                                          | PCT                                        | DIV                                        | DIV PCT                                    | CONF                                       | CONF PCT                                   | NON CONF                                   | C                                          | T                                          | PR                                         | PS                                         | DP                                         | TD                                         | STR                                        | PO                                         |
| ------------------------------------------ | ------------------------------------------ | ------------------------------------------ | ------------------------------------------ | ------------------------------------------ | ------------------------------------------ | ------------------------------------------ | ------------------------------------------ | ------------------------------------------ | ------------------------------------------ | ------------------------------------------ | ------------------------------------------ | ------------------------------------------ | ------------------------------------------ | ------------------------------------------ | ------------------------------------------ | ------------------------------------------ | ------------------------------------------ |
| Minnesota Vikings                          | 11                                         | 2                                          | 1                                          | 82,1%                                      | 5-1                                        | 83,3%                                      | 9-2-1                                      | 79,2%                                      | 2-0                                        | 6-0-1                                      | 5-2                                        | 305                                        | 176                                        | 129                                        | 36                                         | V-2                                        | Div                                        |
| Chicago Bears                              | 7                                          | 7                                          | 0                                          | 50%                                        | 4-2                                        | 66,7%                                      | 7-5                                        | 58,3%                                      | 0-2                                        | 4-3                                        | 3-4                                        | 253                                        | 216                                        | 37                                         | 31                                         | P-1                                        |                                            |
| Detroit Lions                              | 6                                          | 8                                          | 0                                          | 42,9%                                      | 2-4                                        | 33,3%                                      | 4-8                                        | 33,3%                                      | 2-0                                        | 5-2                                        | 1-6                                        | 262                                        | 220                                        | 42                                         | 32                                         | P-2                                        |                                            |
| Green Bay Packers                          | 5                                          | 9                                          | 0                                          | 35,7%                                      | 1-5                                        | 16,7%                                      | 5-7                                        | 41,7%                                      | 0-2                                        | 4-3                                        | 1-6                                        | 218                                        | 299                                        | -81                                        | 27                                         | V-1                                        |                                            |